# Alastair Campbell
Alastair John Campbell (Keighley, 25 de mayo de 1957) es un periodista, locutor y asesor político británico, principalmente conocido por haber trabajado para Tony Blair de 1994 a 2003. Campbell trabajó como portavoz y director de campaña de Blair en la oposición de 1994 a 1997, luego como secretario de prensa de Downing Street y como portavoz oficial del primer ministro de 1997 a 2000. Luego fue director de comunicaciones de Downing Street y portavoz del Partido Laborista de 2000 a 2003. Volvió a trabajar para Blair en 2005, como su director de campaña en las elecciones de ese año.
Campbell fue editor político del periódico Daily Mirror en los años 80 y de Today en los 90. Escribe para The New European y es el principal entrevistador de GQ. Se opuso al Brexit, trabajando como consejero de la campaña People's Vote, que buscó la realización de un segundo referéndum sobre el tema.
En 2022, Campbell inició el pódcast The Rest is Politics, que conduce junto a Rory Stewart y que ha sido uno de los principales programas de política en el Reino Unido desde que empezó. Ha escrito dieciocho libros, siendo el más reciente But What Can I Do?, lanzado en 2023.

## Biografía
Su familia, de origen escocés, se mudó a Keighley, Yorkshire del Oeste, Inglaterra cuando su padre se convirtió en socio de una firma veterinaria ahí domiciliada. Campbell recibió su instrucción superior en el City of Leicester School y de ahí asistió a la Escuela Gonville y Caius de Cambridge, donde estudió lenguajes modernos. Pasó un año en el sur de Francia como parte de su grado académico.
También se interesó en el periodismo. Su primera obra publicada fue "Inter-City Ditties", con la cual ganó un concurso organizado por la revista pornográfica Forum. Esto llevó a una larga temporada en la que trabajó para Forum, escribiendo artículos tales como "The Riviera Gigolo" y "Busking with Bagpipes", que según Campbell se basaban en acontecimientos autobiográficos.
Se lo nombró como reportero deportivo en el diario Tavistock Times y luego se lo promovió a las noticias, donde su primer gran reportaje fue el naufragio de un bote salvavidas enviado a rescatar un navío averiado cerca del pueblo pesquero de Mousehole, Cornualles. Como aprendiz en el diario Sunday Independent conoció a su pareja Fiona Millar.
Campbell luego se trasladó a la oficina londinense del Daily Mirror, donde se convirtió en corresponsal político. No obstante, su rápido ascenso y el estrés de su trabajo lo llevaron al abuso de sustancias y a un trastorno psicótico en 1986. Tras esta experiencia, Campbell se recuperó y se convirtió en abstemio. Reconstruyó su carrera y se convirtió en Editor Político del Daily Mirror, el diario de izquierda de mayor circulación.
También era un asesor cercano de Neil Kinnock, a menudo acompañando a su familia durante las vacaciones, y fue un cercano y leal colaborador del editor Robert Maxwell, propietario del Mirror. Luego del fallecimiento de Maxwell, dejó el Mirror y se convirtió en Editor Político del diario Today, lanzado en 1986. Campbell se hallaba trabajando ahí cuando John Smith, líder del Partido Laborista, falleció en 1994. Como era bien conocido, Campbell ayudó a entrevistar a los tres candidatos a líderes del Partido; luego se conoció que para entonces ya había establecido vínculos con Tony Blair.

### Colaboración con Tony Blair
Poco después que Blair venció y se convirtió en el líder de la oposición en 1994, Campbell dejó el diario para convertirse en su portavoz. Tuvo una participación importante en las elecciones generales de 1997, trabajando junto con Peter Mandelson para coordinar la campaña de los laboristas. Incluso llegó al punto de quejarse personalmente cuando creía que los medios de comunicación publicaban noticias que no favorecían a su campaña, y no dudaba en atacar a los periodistas cuando no le agradaban. Cuando Blair fue elegido primer ministro en 1997, Campbell fue nombrado portavoz Oficial del Número 10 de Downing Street, donde se volvió muy influyente.
Cuando Blair fue reelecto el 7 de junio de 2001 Campbell fue nombrado "Director de Comunicaciones y Estrategia del Primer Ministro". Como hecho anecdótico, logró el auspicio de George W. Bush para competir el maratón de Londres y así ayudar a la organización Leukaemia Research, a la cual había auspiciado desde el fallecimiento de un colega periodista por causa de leucemia.
En febrero de 2003 se vio implicado en una controversia, provocada por un dosier de prensa sobre el ocultamiento de armas de destrucción masiva por parte de Irak y abusos contra los derechos humanos por parte del gobierno de Sadam Huseín. El dosier daba a entender que estaba basado en reportes de inteligencia militar pero una buena parte del mismo había sido tomado (sin reconocerlo) de un artículo escrito por Ibrahim al-Marashi y disponible en Internet. El artículo era la base del capítulo dos de su tesis doctoral para la Universidad de Oxford, la cual estaba inconclusa en ese entonces.
Unos pocos meses después se vio envuelto en otra controversia cuando el reportero Andrew Gilligan, de la BBC, dio a conocer aseveraciones que decían que el gobierno había incluido evidencia que sabía que era falsa en otro dosier publicado con anterioridad, sobre armas de destrucción masiva en Irak. En un artículo posterior publicado en un diario Gillian dijo que su fuente había señalado específicamente a Campbell como el responsable de las presuntas exageraciones. Campbell exigió, en vano, una retractación y disculpa de la BBC.
La fuente de la BBC, el Dr. David Kelly, se identificó como tal ante sus empleados en el Ministerio de Defensa. El gobierno difundió esta información, y bajo la insistencia de diarios desesperados por identificar la fuente dio suficientes pistas como para hacer pública la identidad del Dr. Kelly. Por este motivo, poco después Kelly se suicidó, y una comisión formada para investigar las circunstancias de su muerte pusieron a Campbell en aprietos, pues en efecto se reveló que estaba ansioso por hacer pública la identidad del Dr. Kelly como fuente de la BBC. No obstante, se exoneró a Campbell en vista de que, entre otras cosas, tarde o temprano, la identidad del Dr. Kelly debía revelarse para evitar alegatos de encubrimiento.

### Años recientes
El 29 de agosto de 2003 Alastair Campbell anunció su renuncia como Portavoz Oficial. A partir de entonces se dedicó a editar unos diarios que había escrito durante su cargo público para su futura publicación, y pasó buena parte de su tiempo dando charlas públicas ocasionales y apoyando a su equipo de fútbol preferido, Burnley Football Club.
En el año 2005 Campbell volvió a trabajar para el Partido Laborista durante las elecciones generales de mayo del mismo año. Aunque no se le dio un título oficial, de hecho fue el director de comunicaciones durante la campaña, trabajando de cerca con Tony Blair, Gordon Brown, Alan Milburn y John Reid, quienes eran los miembros más prominentes dentro del Partido Laborista en ese entonces. Asimismo, fue contratado para manejar las relaciones de prensa de los Leones Británico-irlandeses durante su gira por Nueva Zelanda, también en 2005.